# فایو پوینتس (فلوریدا)
فایو پوینتس (به انگلیسی: Five Points) یک منطقهٔ مسکونی در ایالات متحده آمریکا است که در شهرستان کلمبیا، فلوریدا واقع شده‌است. فایو پوینتس ۶٫۷ کیلومتر مربع مساحت و ۱٬۲۶۵ نفر جمعیت دارد و ۵۰ متر بالاتر از سطح دریا واقع شده‌است.